# Müglitztal
Müglitztal település Németországban, azon belül Szászország tartományban. Lakosainak száma 1943 fő (2023. december 31.). Müglitztal Bahretal, Dohna és Glashütte községekkel határos.

## Népesség
A település népességének változása:
| Lakosok száma | 1927 | 1916 | 1903 | 1910 | 1943 |
|               | 2017 | 2019 | 2021 | 2022 | 2023 |